# Hakea chordophylla
Hakea chordophylla (лат.) — кустарник или небольшое дерево рода Хакея (Hakea) семейства Протейные (Proteaceae), встречающееся в центральной и северной Австралии. Цветёт зимой эффектными золотисто-жёлтыми, бледно-зелёными или кремовыми цветами богатыми нектаром.

## Ботаническое описание

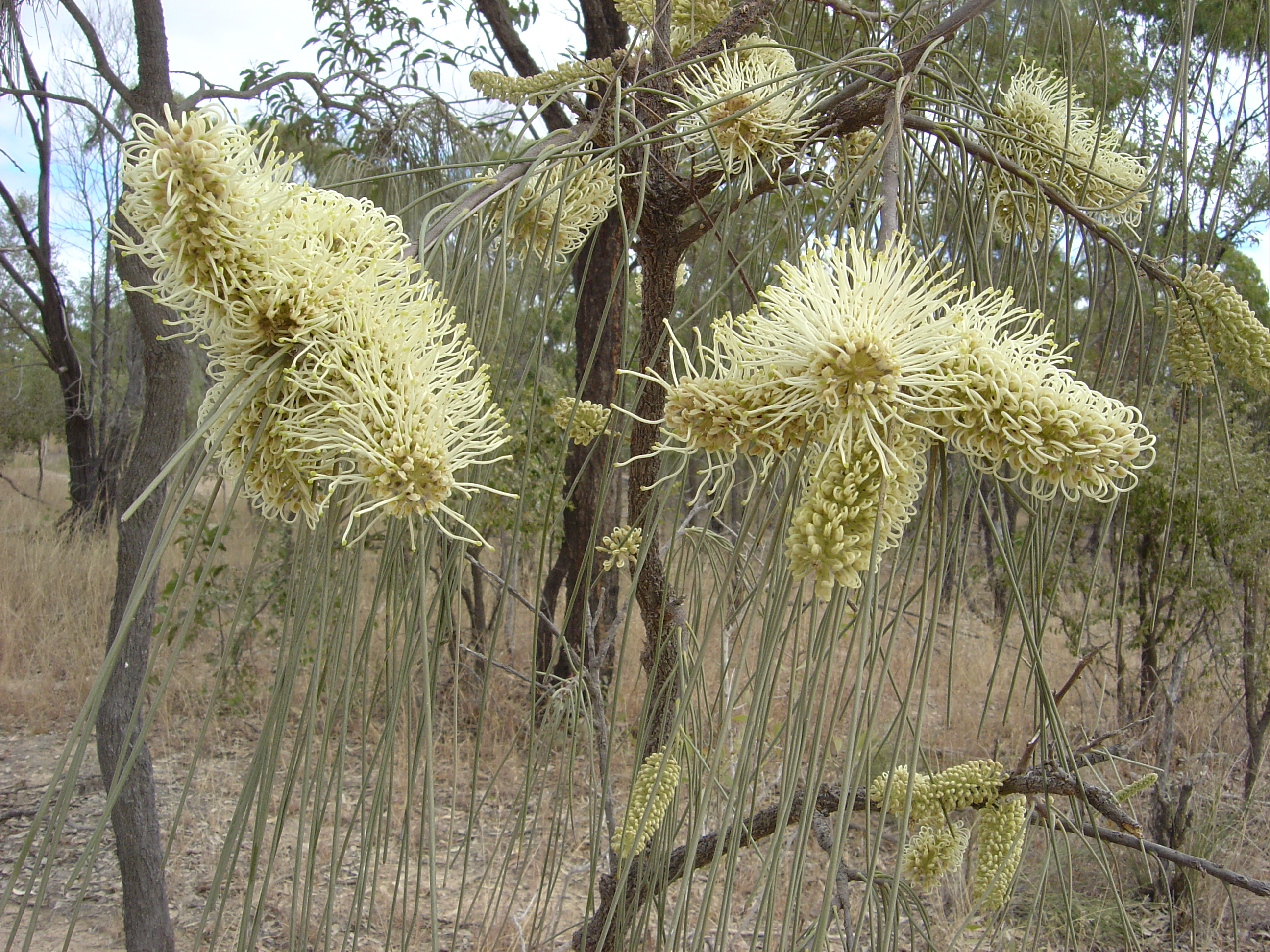
Цветущая Hakea chordophylla.

Hakea chordophylla — изогнутый кустарник или небольшое дерево высотой от 2 до 6 м с открытой кроной и плакучими ветвями. Ствол имеет толстую пробковидную кору с множеством борозд и сильно изогнутыми более мелкими ветвями. Длинные игольчатые листья жёсткие и толстые, длиной от 22 до 42 см и шириной от 1,6 до 2,9 мм. Кисть состоит из 35—70 мелких цветков различных оттенков от жёлтого до зелёного. Ось кисти — гладкая, длиной 70—130 мм и обычно голубовато-зелёного цвета с порошкообразной плёнкой иногда с густыми прямыми или редкими волосками. Цветоножка имеет длину 5—12 мм. Околоцветник от кремово-зелёно-жёлтого до ярко-жёлтого цвета длиной 6—9 мм. Столбик может быть прямым или изогнутым длиной 21—29 мм. Крупные гладкие плоды имеют продолговатую или яйцевидную форму, 2,6—4 см в длину и 13—20 мм в ширину, сужаясь к длинному слабо-выступающему изогнутому клюву 1/3—1/2 длины фрукты. Цветёт с июня по август.

## Таксономия
Вид Hakea chordophylla был описан ботаником викторианского правительства Фердинандом фон Мюллером в 1857 году из образца, собранного у реки Стурт-Крик в Северной территории. Описание было опубликовано в журнале Hooker's Journal of Botany and Kew Garden Miscellany. Видовое название chordophylla — от древнегреческих слов chorde, означающей «кишка», «струна музыкального инструмента», «шпагат» или «верёвка», и phyllon, означающий «лист». H. chordophylla принадлежит к группе родственных видов, известных как с пробковой корой или группа lorea, в пределах рода хакея, большинство из которых встречаются в засушливых районах Австралии.

## Распространение и местообитание
Ареал растения простирается через внутреннюю часть центральной и северной Австралии, от западного Квинсленда до северной Западной Австралии, к югу от города Каррата. Широко распространён, растёт на лугах Spinifex, в лесах и в кустарниках на каменистой или красно-коричневой песчаной почве, иногда на каменистом латерите.

## В садоводстве
Растение — медленно растущее, но привлекательное для садов, в особенности эффектны его листья и кора. Предпочитает полное солнце и хороший дренаж помогают.